# La beffa della vita
La beffa della vita è un film muto italiano del 1920 diretto da Giuseppe De Liguoro.